# Jimmy Jones (futbolista)
James Jones (Lurgan, 25 de julio de 1928 - Ibídem, 13 de febrero de 2014) fue un entrenador y jugador de fútbol británico que jugaba en la demarcación de delantero. Tiene el récord de marcar más goles en una temporada (74). Es el máximo goleador en la historia del fútbol de la liga irlandesa con un total de 648 goles en partidos oficiales. Según la RSSSF ha marcado más de 840 goles en partidos oficiales y no oficiales, lo que le convierte en uno de los goleadores más prolíficos de todos los tiempos.Según FIFA ha anotado 651 goles en partidos oficiales entre Clubes y Selecciones

## Biografía
Jimmy Jones debutó como futbolista en 1946 a los 18 años de edad con el Belfast Celtic FC. En 1948 jugó un partido contra el Linfield FC. Hubo disturbios al final del partido, teniendo Jones que saltar por encima del muro que rodeaba el campo. Debido a ello, sufrió una fractura en la pierna y el Belfast Celtic FC decidió retirarse del fútbol irlandés. Con el equipo ganó una Copa de Irlanda del Norte y una NIFL Premiership. Jones fue fichado posteriormente por el Larne FC y el Fulham FC. No llegó a jugar en ninguno de los dos clubes debido a la fractura que tenía en la pierna desde 1949. Finalmente en 1951 tras ser fichado por el Glenavon FC, Jones se recuperó de la lesión. Con el club marcó un total de 517 goles en 465 partidos. Además ganó tres NIFL Premiership, tres Copa de Irlanda del Norte y dos Copa Ulster. También jugó para el Portadown FC, Bangor FC y para el Newry City FC, club en el que se retiró como futbolista en 1965 a los 37 años de edad.
Aun conserva el récord de mayor goleador de la historia de la NIFL Premiership con 646 goles. También ha sido el máximo goleador de la NIFL Premiership un total de seis veces, récord que también sigue en pie hasta la fecha.
Cuatro años tras su retiro como futbolista, el Glenavon FC se hizo con los servicios de Jones para el cargo de entrenador para las tres temporadas siguientes.
Falleció el 13 de febrero de 2014 en Lurgan a los 85 años de edad.

## Selección nacional
Em 1947 Jones empezó jugando en las juveniles de Irlanda del Norte, jugó 1 partido y anotó 2 goles.
Entre 1956-1957 Jones jugó un total de tres partidos con la selección de fútbol de Irlanda del Norte, dos contra Gales y uno contra Inglaterra, finalizando los tres partidos en empate. Además marcó un gol en su primer partido con el combinado norirlandés.

## Clubes

### Como futbolista
| Club              | País              | Año       | Partidos | Goles |
| ----------------- | ----------------- | --------- | -------- | ----- |
| Belfast Celtic FC | Irlanda del Norte | 1946-1949 | 96       | 106   |
| Larne FC          | Irlanda del Norte | 1949-1950 | 0        | 0     |
| Glenavon FC       | Irlanda del Norte | 1952-1962 | 465      | 515   |
| Portadown FC      | Irlanda del Norte | 1962-1963 | 28       | 14    |
| Bangor FC         | Irlanda del Norte | 1963-1964 | 26       | 14    |
| Newry City FC     | Irlanda del Norte | 1964-1965 | 33       | 32    |

### Como entrenador
| Club        | País              | Año       |
| ----------- | ----------------- | --------- |
| Glenavon FC | Irlanda del Norte | 1969-1972 |

## Palmarés

### Campeonatos nacionales
| Título                    | Club              | País              | Año  |
| ------------------------- | ----------------- | ----------------- | ---- |
| Copa de Irlanda del Norte | Belfast Celtic FC | Irlanda del Norte | 1947 |
| NIFL Premiership          | Belfast Celtic FC | Irlanda del Norte | 1948 |
| NIFL Premiership          | Glenavon FC       | Irlanda del Norte | 1952 |
| NIFL Premiership          | Glenavon FC       | Irlanda del Norte | 1957 |
| NIFL Premiership          | Glenavon FC       | Irlanda del Norte | 1960 |
| Copa de Irlanda del Norte | Glenavon FC       | Irlanda del Norte | 1957 |
| Copa de Irlanda del Norte | Glenavon FC       | Irlanda del Norte | 1959 |
| Copa de Irlanda del Norte | Glenavon FC       | Irlanda del Norte | 1961 |
| Copa Ulster               | Glenavon FC       | Irlanda del Norte | 1955 |
| Copa Ulster               | Glenavon FC       | Irlanda del Norte | 1959 |

### Distinciones individuales
| Título                                 | Club              | País              | Año  |
| -------------------------------------- | ----------------- | ----------------- | ---- |
| Máximo goleador de la NIFL Premiership | Belfast Celtic FC | Irlanda del Norte | 1948 |
| Máximo goleador de la NIFL Premiership | Glenavon FC       | Irlanda del Norte | 1952 |
| Máximo goleador de la NIFL Premiership | Glenavon FC       | Irlanda del Norte | 1954 |
| Máximo goleador de la NIFL Premiership | Glenavon FC       | Irlanda del Norte | 1956 |
| Máximo goleador de la NIFL Premiership | Glenavon FC       | Irlanda del Norte | 1957 |
| Máximo goleador de la NIFL Premiership | Glenavon FC       | Irlanda del Norte | 1960 |